# 1978 en Ontario
Chronologie de l'Ontario
- 1974
- 1975
- 1976
- 1977
- 1978
- 1979
- 1980
- 1981
- 1982

Cette page concerne des événements d'actualité qui se sont produits durant l'année 1978 dans la province canadienne de l'Ontario.

## Politique
- Premier ministre : Bill Davis du parti progressiste-conservateur de l'Ontario
- Chef de l'Opposition :
- Lieutenant-gouverneur :
- Législature :

## Événements
- Devant les craintes face au Parti québécois, des compagnies anglophones tel que Sun Life Financial et Cadbury annoncent qu'ils déménagent leur siège social de Montréal à Toronto.

## Naissances
- 26 mai : Patrick W. Brown, chef du Parti progressiste-conservateur.

## Décès
- Carl Ray (en), artiste (° 18 janvier 1943).
- 25 mars : Charles Alexander Best (en), député fédéral de Halton (1957-1962) (° 7 juillet 1931).
- 13 avril : Jack Chambers, peintre et réalisateur (° 25 mars 1931).
- 9 septembre : Jack Warner, producteur et l'un des fondateurs de la société de production Warner Bros. (° 2 août 1892).
- 23 octobre : Joe Greene, député fédéral de Renfrew-Sud (1963-1968) et Niagara Falls (1968-1972) et sénateur (° 24 juin 1920).